# Quarterback

Un ejemplo de colocación del quarterback (mariscal de campo) en una formación en I (con fullback y halfback alineados tras el QB).

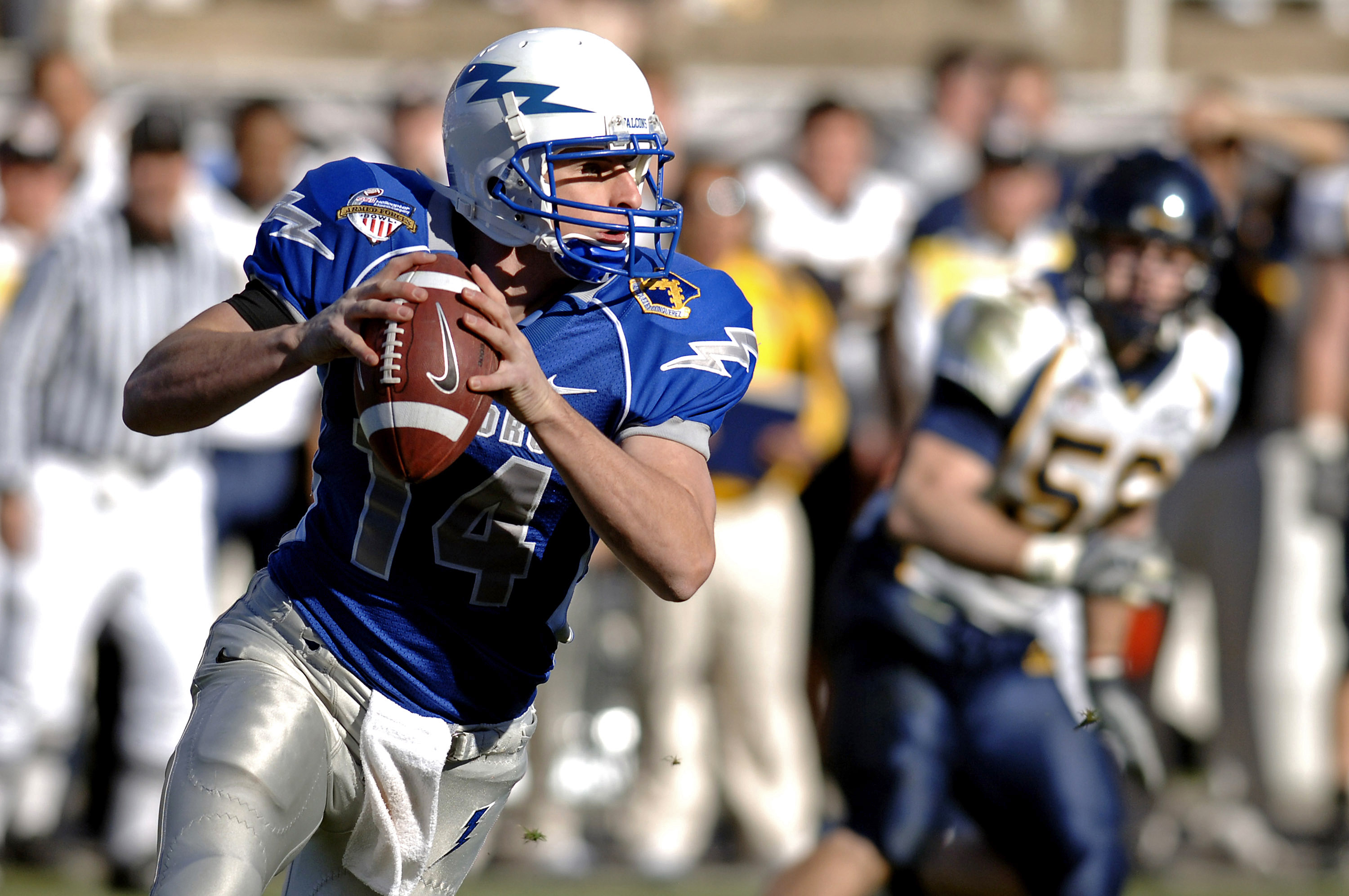
El mariscal de campo Shea Smith buscando un jugador desmarcado durante el Armed Forces Bowl de 2007.

El quarterback (QB), también conocido como mariscal de campo en algunos países de Hispanoamérica, es una posición del fútbol gridiron. Son miembros del equipo ofensivo y se sitúan justo detrás del centro, en el medio de la línea ofensiva. Los mariscales de campo son los líderes del equipo ofensivo, responsables de decidir la jugada a realizar. Inician prácticamente todas las jugadas recibiendo el balón del center mediante un snap (aunque a veces este puede ir dirigido hacia otro jugador). Una vez que el mariscal de campo recibe el balón, puede correr con él, dejárselo en mano a otro jugador o intentar un pase.
Johnny Unitas, Terry Bradshaw, Joe Montana, Jim Kelly, Peyton Manning, Tom Brady y Aaron Rodgers (Sólo Rodgers queda activo, Brady se retiró en 2023), están entre los más destacados y mejores QB en la historia de la NFL.

## Características
En la mayoría de los niveles, el papel del mariscal de campo es uno de los más importantes y visibles del equipo. El mariscal de campo toca el balón prácticamente en todas las jugadas ofensivas y está sometido a una gran presión y responsabilidad al verse obligado a tomar importantes decisiones sobre el terreno de juego. Mientras que en otras posiciones los jugadores pueden ser sustituidos fácilmente para evitar la fatiga, la mayoría de los mariscales de campo están en el campo la mayoría del tiempo que el equipo tiene posesión en ataque. Los mariscales de campo son elegidos frecuentemente entre los primeros puestos del draft y suelen firmar contratos muy lucrativos. Hasta el año 2008 los jugadores de esta posición han ganado más premios Super Bowl MVP (22 de 42) que los jugadores de cualquier otra posición combinados.
El término "mariscal de campo" se refería inicialmente a miembros del backfield. Antes de la aparición de la formación en T en los años 1940, todos los miembros del backfield ofensivo eran amenazas para la carrera o el pase, y muchos equipos utilizaban cuatro backs ofensivos en cada jugada: un mariscal de campo, dos halfbacks y un fullback. 
Las formaciones más ofensivas que se pueden encontrar en la actualidad tienen uno o dos running back, actuando uno como fullback (para acciones de bloqueo mayormente) y otro que se alinea por detrás de este.

## Táctica especial
Si el mariscal de campo no se siente cómodo con la defensa y la jugada que va a realizar puede cambiar la jugada mediante un audible. Por ejemplo, si un mariscal de campo ha elegido una jugada de carrera y antes de realizar el snap, observa que la defensa contraria está preparada para realizar una incursión, seguramente decida cambiar de jugada. Para hacerlo, el mariscal de campo tiene un sistema cifrado de órdenes, con el que informa gritando a sus compañeros y cambiar de jugada (Ejemplo: “Blue 42!”, “Texas 29!”) 
El mariscal de campo también puede hacer un spike, es decir tirar el balón al suelo, para parar el tiempo oficial. Por ejemplo, si un equipo va perdiendo y quedan unos pocos segundos, el mariscal de campo puede realizar un spike para evitar que el tiempo siga corriendo. Es algo muy habitual si al equipo no le restan tiempos muertos. Mediante esta acción se pierde un down, pero permite que dé tiempo de intentar un último "Hail Mary" o que entre el kicker para intentar un gol de campo.
Del mismo modo, si un equipo va ganando, un mariscal de campo puede mantener el tiempo corriendo arrodillándose tras recibir el snap (QB Kneel). Esto se suele hacer cuando al equipo contrario no le quedan tiempos muertos y queda muy poco para que termine el encuentro. Permite al equipo atacante quemar el tiempo que queda sin arriesgarse a un turnover o lesión.

## Cambiando los papeles

### Selección de jugadas
Tradicionalmente, los mariscal de campos han sido los responsables de elegir las jugadas de ataque del equipo basándose en la formación defensiva del rival. Jim Kelly, Peyton Manning o Zach Mettenberger, por ejemplo, son famosos por elegir las jugadas usando un ataque no-huddle (ofensiva sin reunión). Para escoger las mejores jugadas, los mariscal de campos estudian, mientras están fuera del campo y mediante fotografías, los puntos débiles de la defensa. Cuando se realiza una jugada, el mariscal de campo recibe el balón mediante un snap dirigido por el center. Cuando tiene el balón tiene la opción de pasarlo a un receptor, dejárselo en mano a un running back o intentar correr él mismo.
En los últimos años, el aumento de coordinadores ofensivos ha promovido el uso de términos cifrados. Los coordinadores y el mariscal de campo se comunican a través de un auricular en el casco antes de las jugadas. Los mariscal de campos puedes escuchar, pero no hablar con sus entrenadores hasta que quedan quince segundos en el play clock. Cuando los jugadores se encuentran en formación, el mariscal de campo inicia la jugada mediante una palabra en clave, un número o una combinación de ambas.

### Doble amenaza
Con el aumento de las defensa de blitz y el incremento de velocidad en los jugadores de la defensa, la importancia de la movilidad de un mariscal de campo es muy grande. Aunque el hecho de tener un brazo potente, presencia en el pocket y precisión sigue siendo lo más importante, la habilidad para eludir a los defensores que intenten placarle ha ganado mucha importancia. Típicamente un mariscal de campo se dedicaba únicamente a lanzar, pero ha emergido una nueva clase de jugador que no solo es capaz de dirigir jugadas de pase, sino realizar él mismo jugadas de carrera. Son jugadores que conocen muy bien cómo atacar por el punto más débil de la defensa.

### Recepciones
Aunque los mariscal de campos no son jugadores importantes para recibir pases, pueden desempeñar esta función en ciertas jugadas como la Flea Flicker, recogiendo pases laterales de un running back o wide receiver.

## Números
Aunque a nivel universitario y en high school los mariscal de campos pueden escoger cualquier número para llevar en su camiseta, los que van del 0 al 19 son los más utilizados.[cita requerida] En la NFL, los mariscal de campos solo pueden utilizar números del 0 al 19.